# Cratere Alcott
Alcott  è un cratere sulla superficie di Venere. Deve il suo nome a Louisa May Alcott, scrittrice statunitense del XIX secolo.